# Salkım Hanım'ın Taneleri
Salkım Hanım'ın Taneleri é um filme de drama turco de 1999 dirigido e escrito por Tomris Giritlioğlu. Foi selecionado como representante da Turquia à edição do Oscar 2000, organizada pela Academia de Artes e Ciências Cinematográficas.

## Elenco
- Hülya Avşar
- Kamran Usluer
- Zuhal Olcay
- Uğur Polat
- Derya Alabora
- Güven Kıraç
- Zafer Algöz
- Murat Daltaban
- Nurseli İdiz
- Yavuz Bingöl